# 陈以琳

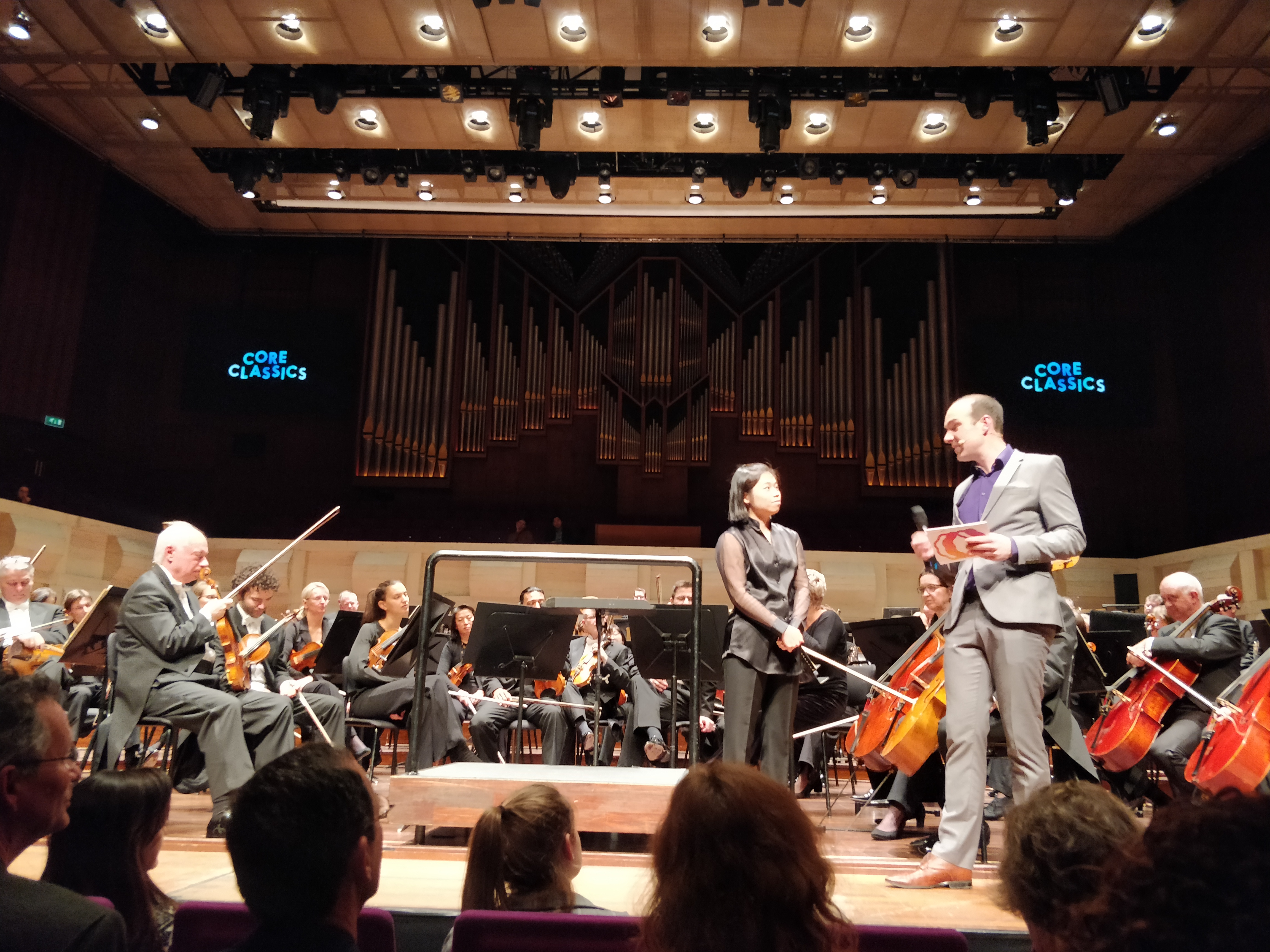
陈以琳（2019年）

陈以琳（英語：Elim Chan，1986年11月18日—），香港指挥家。

## 學歷
陈以琳出生于香港，六岁起开始学习钢琴，中学毕业后留学美国，先后就读于史密斯学院和密歇根大学，2015年获得管弦乐指挥的博士学位，曾任密歇根大学校园交响乐团和密歇根流行乐团的指挥。陈以琳2013年获布鲁诺·瓦尔特指挥奖学金，2014年在伦敦举办的多纳泰拉·弗利克指挥比赛中夺魁，是该比赛史上首位女性获奖者。

## 職業生涯
陈以琳先后担任伦敦交响乐团助理指挥（2015－2016年）、洛杉矶爱乐乐团客座指挥（2016－2017年）、皇家苏格兰国家交响乐团首席客座指挥（2018年－）等职，2016年起担任诺尔兰歌剧院首席指挥，2019年成为安特卫普交响乐团首席指挥，並首次於英國BBC逍遙音樂會中擔任指揮，2023年再次獲邀；2024年她第三度參與，並且作為第一場（First Proms）的指揮。